# José Sanchis Banús
José Sanchis Banús (Valencia, 3 de junio de 1893-Ibi, 22 de julio de 1932) fue un médico español dedicado a la neuropsiquiatría, presidente del Colegio Oficial de Médicos de Madrid, y diputado socialista. 

## Biografía
Era nieto de un médico militar, José Sanchis Barrachina, que fue general de Sanidad Militar, e hijo del también médico José Sanchis Bergón, que fue alcalde de Valencia y primer presidente de la Organización Médica Colegial de España.

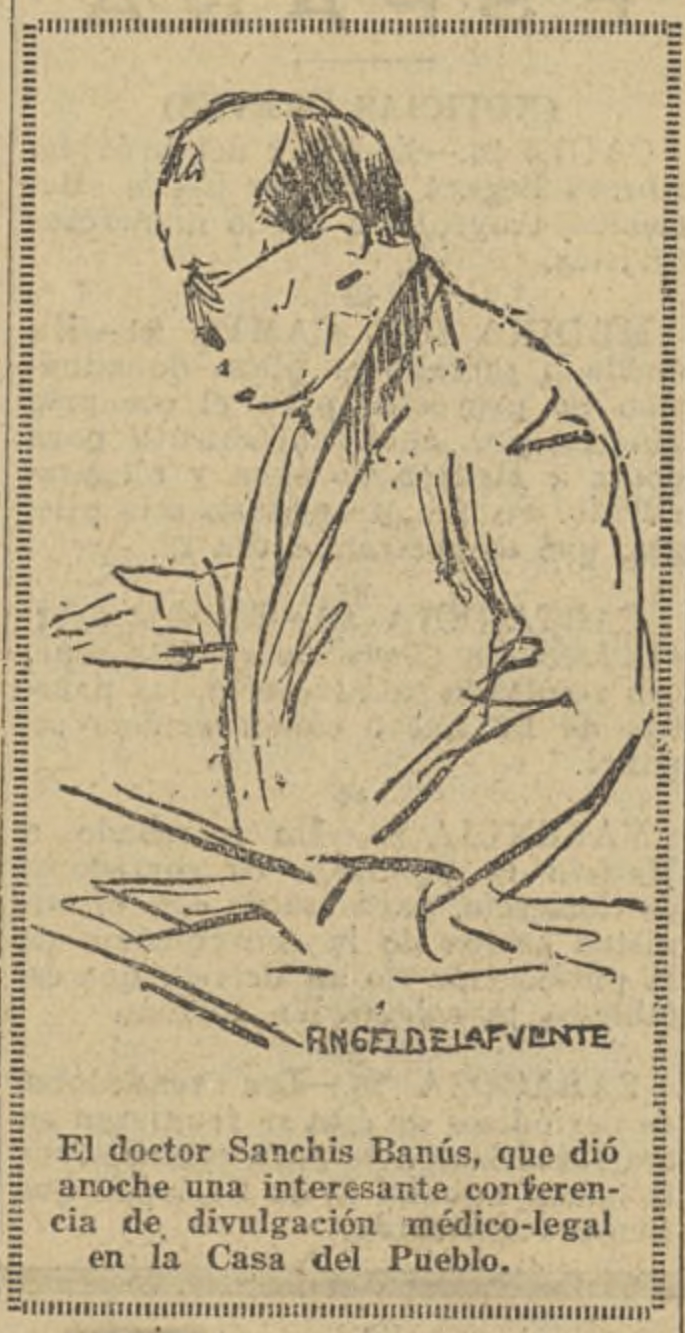
Sanchis Banús en una conferencia de divulgación médico-legal en la Casa del Pueblo de Madrid (El Liberal, 1926)

Estudió secundaria en el Instituto General y Técnico de Valencia entre 1902 y 1908. Se licenció en Ciencias Químicas y Medicina en la Universidad de Valencia en 1915. A partir de 1916 residió en Madrid, donde se doctoró en la Universidad Central. En 1917 estudió en Alemania y Francia becado por la Junta de Ampliación de Estudios en el Extranjero. En 1919 obtuvo plaza de médico en la Beneficencia Provincial de Madrid y fue, además, auxiliar de la Cátedra de Terapéutica de la Facultad de Medicina de la Universidad de Madrid. También fue nombrado director del Pabellón Psiquiátrico del Hospital Provincial y catedrático de Psiquiatría en la Universidad de Madrid.
Fundó junto a otros médicos, la revista Archivos de Medicina, Cirugía y Especialidades, de la que fue después director. Y la revista Archivos de Neurobiología (1920) y la Asociación Española de Neuropsiquiatras (1926) de la que fue su primer Vicesecretario. En 1928 es elegido presidente del Ilustre Colegio de Médicos de Madrid; y en 1930 es proclamado vicepresidente del Ateneo de Madrid.
Participó en política dentro de las filas del PSOE, siendo elegido diputado por Madrid en las elecciones a Cortes Constituyentes de 1931 en las listas de la Conjunción Republicano-Socialista. Fue nombrado profesor de Psicopatología Criminal del Consejo Superior de Psiquiatría de la Dirección General de Sanidad. Con otros colegas constituye la Asociación Española de Neuropsiquiatría.

## Obra
- Estudio médico social del niño golfo (Tesis doctoral). Madrid: tip. Excelsior; 1916.[5][6]
- Etiología y patogenia de la epilepsia. AMCE. 1930; 32(11):269-75.
- Terapéutica moderna de la epilepsia.
- El problema de la esquizofrenia.
- Formas anómalas de la meningitis tuberculosas.